# 冯娑罗
冯娑罗（532年—553年），長樂郡信都縣（今河北省衡水市冀州區）人。太师昌黎武王冯熙玄孙女，侍中、尚书、东平公冯修的曾孙女。祖父司空公，父光禄大夫。

## 生平
天保元年（550年）九月初七日，齐文宣帝高洋下诏：冯娑罗与骠骑大将军、开府仪同三司、尚书令、兼御史中丞、京畿大都督、平阳王高淹成婚，封为平阳国妃。天保四年（553年）七月十五日乙亥，冯娑罗在国邸去世，春秋二十二岁。北齐朝廷追赠平阳王国妃,谥号昭。九月初一日庚申，迁葬于邺县西岗。